# Костел Небовзяття Пресвятої Діви Марії (Скоморохи)
Косте́л Небовзяття Пресвятої Діви Марії в Скоморохах — культова споруда, парафіяльний римо-католицький храм у селі Скоморохах Тернопільської області України.

## Відомості
- 1908 — збудовано філіальний мурований костел.
- 1945—2005 — храм використовувався для колгоспних потреб (зерносховище).
- 19 серпня 2006 — повернений костел освятив єпископ Мар'ян Бучек та відправив у ньому першу Месу після Другої світової війни.
- 21 вересня 2014 — архієпископ Мечислав Мокшицький здійснив освячення відновленого храму, вівтаря, табернакул і стації Хресної дороги.